# And the Band Played On
Cet article concerne le livre de Randy Shilts. Pour le téléfilm de même nom, voir Les Soldats de l'espérance.
And the Band Played On: Politics, People, and the AIDS Epidemic (Et l'orchestre continua à jouer : la politique, les gens, et l'épidémie du sida) est un essai écrit par le journaliste Randy Shilts, publié en 1987. Ce livre fait la chronique de la découverte et de l'expansion du VIH et du sida aux États-Unis. Il met l'accent sur l'indifférence du gouvernement des États-Unis face à ce qui a été considéré à l'époque comme une maladie concernant les seuls hommes homosexuels. Le postulat de Shilts est que, bien que le sida soit causé par un agent biologique, c'est l'incompétence et l'apathie envers les personnes séropositives qui a permis la propagation du virus.
Le livre est un important travail de journalisme d'investigation. Il décrit chronologiquement les évènements qui marquèrent les premières années de l'épidémie. Shilts décrit le combat de ceux qui luttèrent contre cette maladie : les séropositifs dans les communautés gays, mais aussi des gens du monde médical et politique. L'auteur commence son argumentation en se penchant sur le premier cas connu dans les années 1970, Grethe Rask, un médecin danois qui avait travaillé en Afrique. Le livre se termine avec l'annonce faite par l'acteur Rock Hudson du fait qu'il se meurt du sida, à une période où l'attention pour le virus est devenue mondiale et très relayée par les médias.

## Accueil
Le livre est très bien accueilli par la critique et devient un best-seller, qui fait de Shilts à la fois une star et un paria dans la communauté gay. Dans un entretien, après la publication du livre, il parle de ce qui l'a poussé à en entreprendre l'écriture : « N'importe quel bon journaliste aurait pu écrire cette histoire, mais la raison pour laquelle je l'ai écrite - et personne d'autre -, est que je suis gay. Ce livre concerne les gens qui ont compté pour moi, les gens que j'ai aimés ». Shilts est déclaré séropositif lors de l'écriture du livre. Il meurt des suites de complications du sida en 1994.
Le livre reçoit le prix du livre Stonewall de 1988.

## Adaptation
Le livre a été adapté en 1993 par Roger Spottiswoode sous forme de téléfilm de même titre (traduit en français par Les Soldats de l'espérance).

## La communauté gay
Aux États-Unis, le sida a frappé en premier les hommes homosexuels et les toxicomanes à Los Angeles, New York et San Francisco, en raison des rapports sexuels non protégés et de la consommation de drogue avec des aiguilles usagées. Les sources de Shilts dans la communauté gay essayèrent de se souvenir de la dernière personne en bonne santé qu'ils connaissaient ; cela remontait de la fête du bicentenaire des États-Unis en 1976 quand les matelots du monde entier étaient venus à New York. Certains d'entre eux avaient eu des maladies sexuelles transmissibles et des fièvres tropiques rares.
Une nette différence entre ces villes a été la prise de conscience des communautés homosexuelles avant 1980 et après 1985. Selon Shilts, avant 1985, la communauté gay était caractérisée par une innocence insouciante, juste avant que les hommes homosexuels ne prennent conscience de la maladie infectieuse mortelle. Après 1985, les hommes homosexuels savaient que la plupart ou la totalité de leurs amis avaient probablement été contaminés par le sida. C'est aussi à cette époque que le syndrome a été médiatisé.
À San Francisco, particulièrement dans le quartier Castro, les politiciens dans la communauté gay comme Bill Kraus (en) et Cleve Jones impulsèrent une nouvelle direction dans le mouvement pour les droits des homosexuels au moment où tant d'hommes ont été infectés, en 1980. Le département de la santé publique de San Francisco commença à tracer la maladie à cette époque. 